# Семеряк Ярослав Іванович
Яросла́в Іва́нович Семеря́к (7 листопада 1965 — 19 червня 2015) — український військовик, вояк Добровольчого Українського Корпусу «Правий сектор»; учасник російсько-української війни.

## Життєпис
Народився 1965 року в селі Тростянчик (Тростянецький район Вінницької області).
У часи російсько-української війни — вояк Добровольчого Українського Корпусу «Правий сектор».
19 червня 2015 року помер у Дніпропетровській обласній клічній лікарні від поранень, яких зазнав під час виконання бойового завдання в районі шахти «Бутівка».
Похований в селі Тростянчик.

## Нагороди
- Орден «За мужність» III ступеня (посмертно)[2]
- Відзнака «Бойовий Хрест Корпусу» (посмертно, № відзн. 087. Наказ № 205/21 від 17 липня 2021 року).